# Rivière Huard
Pour les articles homonymes, voir Huard.
La rivière Huard est un affluent de la rivière Ha! Ha!, coulant dans la municipalité de Ferland-et-Boilleau, dans la municipalité régionale de comté (MRC) du Fjord-du-Saguenay, dans la région administrative du Saguenay-Lac-Saint-Jean, dans la province de Québec, au Canada.
La vallée de la rivière Huard est desservie principalement par la route 381 qui longe le cours de la rivière Ha! Ha! et du lac Ha! Ha! pour les besoins la foresterie, de l’agriculture et des activités récréotouristiques.
La foresterie constitue la principale activité économique du secteur ; les activités récréotouristiques, en second.
La surface de la rivière Huard est habituellement gelée du début de décembre à la fin mars, toutefois la circulation sécuritaire sur la glace se fait généralement de la mi-décembre à la mi-mars.

## Géographie
Les principaux bassins versants voisins de la rivière Huard sont :
- côté nord : rivière Ha! Ha!, lac du Berger, Bras de Ross, rivière des Cèdres, rivière Pierre ;
- Côté est : lac Charny, lac de la Grosse Cabane, ruisseau à John, rivière Cami, rivière Malbaie ;
- côté sud : rivière Ha! Ha!, lac Ha! Ha!, Petit lac Ha! Ha!, rivière à Pierre, rivière Malbaie, rivière à la Cruche, rivière Porc-Épic ;
- côté ouest : rivière à Pierre, rivière Ha! Ha!, lac Ha! Ha!, rivière à Mars, bras d'Hamel.

La rivière Huard prend sa source d’un ruisseau de montagne (altitude : 487 m dans une vallée encaissée. Cette source est située à :
- 2,7 km au sud-est du lac Huard ;
- 3,0 km au nord du Petit lac Ha! Ha! ;
- 5,2 km au sud-est du barrage à l’embouchure du lac Ha! Ha! qui est traversé par la rivière Ha! Ha! ;
- 2,7 km au nord-ouest d’un sommet de montagne qui atteint 869 m ;
- 10,8 km au sud-est de la confluence de la rivière Huard et de la rivière Ha! Ha!.

À partir de sa source, le cours de la rivière Huard coule sur 11,5 km selon les segments suivants :
- 5,6 km vers le nord-est en traversant le lac Huard (longueur : 1,4 km ; altitude : 401 m), jusqu'à son embouchure. Note : le lac Huard reçoit du côté est la décharge des lacs Charny et de la Grosse Cabane ;
- 5,9 km vers le nord-ouest, jusqu'à son embouchure.

La rivière Huard se déverse dans une petite baie sur la rive ouest du lac Ha! Ha!. Cette embouchure est située à :
- 4,7 km au sud-est du centre du village de Ferland ;
- 7,2 km au nord-ouest du lac Huard ;
- 8,4 km au nord-est du barrage sur la rivière Ha! Ha! situé à l’embouchure du lac Ha! Ha! ;
- 19,8 km au sud-est de la confluence de la rivière Ha! Ha! et de la baie des Ha! Ha! ;
- 35,6 km au sud-est du centre-ville de Saguenay.

À partir de la confluence de la rivière Huard, le courant suit le cours de la rivière Ha! Ha! sur 29,1 km généralement vers le nord-est, traverse la baie des Ha! Ha! sur 11,0 km vers le nord-est, puis suit le cours de la rivière Saguenay sur 99,5 km vers l’est jusqu’à Tadoussac où il conflue avec l’estuaire du Saint-Laurent.

## Toponymie
Le toponyme « rivière Huard » a été officialisé le 26 septembre 1997 par la Commission de toponymie du Québec.